# شبکه صلح فمینیست
شبکه صلح فمینیست (انگلیسی: Feminist Peace Network) با به اختصار «FPN» سازمانی است که مدافع حقوق بشر زنان و افزایش آگاهی عمومی در مورد زن‌ستیزی و همه‌گیری جهانی خشونت علیه زنان است.

## شرح مختصر
شبکه صلح فمینیست در سال ۲۰۰۱ توسط «لوسیندا مارشال» راه‌اندازی شد. مقر اصلی این سازمان در لویی‌ویل، کنتاکی است. این شبکه از مشارکت فعال زنان و انعکاس کامل نیازهای زنان در روند حل مناقشه و ایجاد صلح پایدار حمایت و پشتیبانی می‌کند و بسیاری از موضوع‌ها از جمله آموزش، بهداشت، اقتصاد، محیط زیست و رسانه‌ها را از دریچه جنسیتی بررسی می‌کند.
در طول جنبش اشغال، هر دو کد پینک و «شبکه صلح فمینیست» زنان را برای مشارکت به‌خدمت گرفتند.